# Многопілля
Многопі́лля — село Іловайської міської громади Донецького району Донецької області, Україна.

## Загальні відомості
Відстань до Амвросіївки становить близько 25 км і проходить автошляхом Т 0507. Найближча залізнична станція — Попова Балка, за 8 км.
У селі розташований зупинний пункт Агрономічний.
Унаслідок російської військової агресії із серпня 2014 р. Многопілля перебуває на території ОРДЛО.

## Історія
Многопілля засноване 1924 року.
На початку 1970-х років у селі діяли центральна садиба радгоспу «Прапор Леніна», восьмирічна школа, клуб, бібліотека та побутовий комбінат.
Під час війни на сході України село потрапило до зони бойових дій. У серпні 2014 року поблизу Многопілля перший і другий взводи 39-го батальйону Збройних сил України потрапили в оточення. Під час прориву з оточення під Іловайськом 29 серпня солдат 51-ї бригади В'ячеслав Іонов був у другій колоні, у БМП влучив снаряд, машина загорілася. Тоді ж загинув солдат 93-ї бригади Руслан Дубовик.

## Населення

### Мова
Розподіл населення за рідною мовою за даними перепису 2001 року:
| Мова            | Кількість | Відсоток |
| --------------- | --------- | -------- |
| російська       | 154       | 49.68%   |
| українська      | 151       | 48.71%   |
| німецька        | 1         | 0.32%    |
| інші/не вказали | 4         | 1.29%    |
| Усього          | 625       | 100%     |

За даними перепису 2001 року населення села становило 310 осіб, із них 48,71 % зазначили рідною мову українську, 49,68 % — російську та 0,32 % — німецьку мову.

## Відомі люди
- Баланчук Олексій Олександрович — солдат, 93-я бригада, загинув 29 серпня при виході по «зеленому коридору» російсько-терористичних угруповань.
- Гладков Андрій Валерійович — майор, оперативне командування «Південь», загинув при виході з Іловайського котла.
- Губа Яків Миколайович, оперативне командування «Південь», загинув при виході з Іловайського котла.
- Заграничний Валентин Анатолійович (1978–2014) — український військовик, капітан 2 рангу, загинув при виході з Іловайського котла.
- Кирилов Антон Сергійович (1994—2014) — солдат Збройних сил України, учасник російсько-української війни.
- Кифоренко Борис Борисович — полковник, командир 121-ї бригади зв'язку ООК «Південь», загинув при виході з Іловайського котла.